# Deutzia mollis
Deutzia mollis là một loài thực vật có hoa trong họ Tú cầu. Loài này được Duthie mô tả khoa học đầu tiên năm 1906.